# Szymon Olszyński
Szymon Olszyński herbu Pniejnia – podkomorzy wiski, łowczy wiski, cześnik bełski w latach 1720–1732, marszałek sejmiku przedsejmowego 1732 roku z województwa bełskiego.
Poseł na sejm zwyczajny pacyfikacyjny 1735 roku z województwa bełskiego.